# JA Vichy
JA Vichy (vollständiger Name: Jeanne d’Arc de Vichy Val d’Allier Auvergne Basket) ist ein französischer Basketballverein aus Vichy.

## Geschichte

### Anfänge & Etablierung in der Nationale 1
Bereits 1913 gründete sich die Sportgemeinschaft Jeanne d’Arc de Vichy Val d’Allier Auvergne, dessen Basketballmannschaft 1933 gegründet wurde. Schnell bahnte sich das Team den Weg durch die regionalen Amateurligen, schaffte zwischen 1961 und 1964 vier Aufstiege am Stück und gelang schließlich 1967 in die höchste französische Basketballliga, der damaligen Nationale 1. JA Vichy spielte als Aufsteiger eine sensationelle Saison und war bis zum Schluss dabei im Rennen um die Meisterschaft. Letztlich belegte man den dritten Platz, nur vier Punkte hinter Meister ASVEL Lyon.

### Zweimaliger Pokalsieger, Vizemeister und europäisches Finale
In der Saison 1968/69 gehörte die Mannschaft erneut zu den besten in Frankreich. In der Liga wurde sie diesmal Vizemeister, wieder knapp hinter ASVEL. Zudem gewann Vichy den französischen Basketballpokal, der durch einen souveränen 90:56-Sieg im Endspiel gegen Alsace Bagnolet errungen wurde. Durch diesen Triumph qualifizierte sich Vichy für den Europapokal der Pokalsieger der Saison 1969/70. Nachdem in der ersten Runde der luxemburgische Vertreter BBC Etzella nach Hin- und Rückspiel mit insgesamt 191:102 deklassiert wurde, wurde das Duell im Achtelfinale mit Lewski Sofia um einiges (66:58 & 78:82) spannender, letztlich erzielte Vichy aber 4 Korbpunkte mehr und erreichte das Viertelfinale, in dessen Hinspiel es gegen Standard Lüttich ein packendes 95:95-Remis gab und in der heimischen Halle durch ein deutliches 78:53 der Sprung ins Halbfinale perfekt war. Nachdem mit AEK Athen auch die letzte Hürde auf dem Weg zum Endspiel um den zweitwichtigsten Europapokal im Basketball gemeistert wurde, hieß der Finalgegner Fides Partenope Napoli aus Italien. Die einzigen US-amerikanischen Topspieler im sonst ausschließlich aus Franzosen besetzten Team, Rudy Bennett und Larry Robertson, die schon in den Runden zuvor und in der Liga das Spiel von JA Vichy diktierten, dominierten die Hinspiel-Begegnung vor 2.000 Zuschauern in Vichy und trugen zusammen 46 Punkte zum 64:60-Sieg bei. Im Rückspiel in Neapel hätte die Mannschaft sich folglich eine Niederlage mit 3 Korbpunkten leisten können, doch die Italiener ließen Vichy keine Chance, führten zur Halbzeit bereits 48:28 und sicherten sich den „Pokalsieger-Cup“ schließlich dank eines deutlichen 87:65. Parallel zu der mehr als erfolgreich verlaufenden Europapokal-Saison lieferte die Mannschaft auch in der nationalen Liga (Dritter), sowie im Pokal, dessen Gewinn durch ein 78:74-Sieg gegen Le Mans Sarthe Basket wiederholt wurde, starke Leistungen ab.

### Konstanzverlust, Insolvenz, Neustart
In der Saison 1970/71, nur eine Spielzeit nach den Erfolgen in Europa, wurde das Team nur Elfter der Nationale 1 und stieg ab. Im Europapokal der Pokalsieger scheiterte man diesmal im Achtelfinale an BK Balkan. Zwar wurde der direkte Wiederaufstieg in die Elite-Liga geschafft, zu alter Stärke fand Vichy aber nicht mehr wieder. 1974 wurde nochmals ein starker dritter Platz belegt, im Jahr darauf folgte aber der erneute Abstieg. Im Laufe der 1980er und 1990er Jahre entwickelte sich der Klub immer mehr zum "Fahrstuhlverein", in der mittlerweile in LNB Pro A umbenannte erste Liga fasste JA Vichy nicht mehr Fuß. Der Tiefpunkt dieser Entwicklung wurde 1989 erreicht, als der Klub wegen enorm hoher Verbindlichkeiten und Schulden freiwillig in die Nationale 3 und damit in die Fünftklassigkeit abstieg.
Nach der finanziellen Rehabilitierung wurde zwischen 1995 und 2002 sieben Jahre in der zweiten Liga, LNB Pro B, gespielt. Die Saison 2001/02 wurde als Meister beendet, was nach 14 Jahren mit der Rückkehr ins Oberhaus verbunden war, in dem man sich zunächst halten konnte. Ime Udoka, nigerianischer Nationalspieler und später bei den San Antonio Spurs aktiv, machte 2005 immerhin neun Spiele für Vichy und erzielte im Schnitt 24,8 Punkte, konnte einen erneuten Abstieg in die Pro B damit aber nicht verhindern. Vichy wurde 2007 wieder erstklassig und nach zwei ordentlichen Spielzeiten, die jeweils auf dem zehnten Rang beendet wurden, sollte die Etablierung weiter vorangetrieben werden. In der Saison 2008/09 trat die Mannschaft in der EuroChallenge an, scheiterte in der zweiten Qualifikationsrunde.
Jamal Shuler, von TBB Trier als neuer Point Guard gekommen, gehörte in der Saison 2010/11 zu den überragenden Spielern der LNB Pro A, konnte sein Team aber trotzdem nicht vor dem Abstieg retten und wechselte zum Meister SLUC Nancy. Vichy stürzte hingegen weiter ab und wurde in der Pro B 18., was mit dem Fall in die Nationale 1, der dritten Liga, verbunden war, in der man aktuell spielt.

## Halle
Der Verein trägt seine Heimspiele im 3.300 Plätze umfassenden Palais des Sports Pierre Coulon aus.

## Erfolge
- 2× Französischer Pokalsieger (1969, 1970)
- 1× Französischer Vizemeister (1969)
- 1× Finalist Europapokal der Pokalsieger (1970)